# 上川井インターチェンジ
上川井インターチェンジ（かみかわいインターチェンジ）は、神奈川県横浜市旭区上川井町字市坂にある保土ヶ谷バイパスと大和バイパスのインターチェンジである。

## 道路
保土ヶ谷バイパス

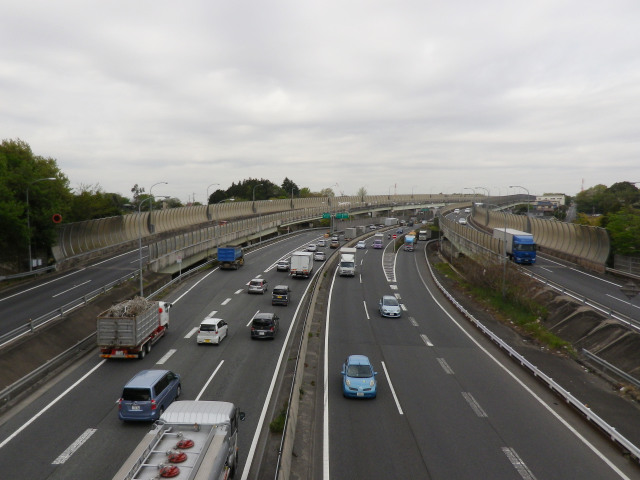
町田立体開通前の上川井IC（2016年4月16日撮影）

- 2016年4月の町田立体完成前は、上川井ICが保土ヶ谷バイパスの事実上の終点であった（この名残として、IC付近の上川井高架橋には「保土ヶ谷バイパス 自動車専用道路終点」の標識が設置されている）。横浜町田立体はかつて横浜町田ICへの入口として機能していたが、町田立体完成後は南町田グランベリーパーク駅北方の南町田北交差点付近が保土ヶ谷バイパスの終点となり、大和バイパスと接続している。

大和バイパス
- 大和バイパスの起点。

## 接続している道路

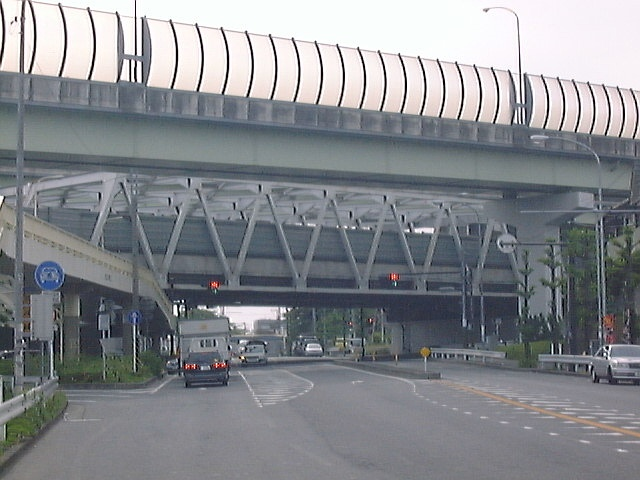
上川井インターチェンジ（国道16号一般道路より奥側鉄橋高架の保土ヶ谷バイパスを望む。出入口は高架両脇沿いで、国道16号は写真右側大和バイパス方向へ右折。）

### 直接接続
- 国道16号（一般道路、大和バイパス）
- 八王子街道（旧国道16号・現横浜市道）

### 間接接続
- 東名高速道路
- 環状4号線
  - 海軍道路

## 歴史
- 1974年（昭和49年）：狩場IC～当IC間開通に伴い開設。
- 1997年（平成9年）12月26日：下川井IC - 上川井IC間6車線化と、横浜町田立体事業の上川井IC - 東名横浜町田IC間が完成。上川井ICの二重立体化と横浜町田IC付近の立体化を実現[1]。

## 周辺

### 東側（都岡方面）
- 国道16号
- 横浜若葉台団地
- 相鉄本線三ツ境駅

### 西側 （瀬谷方面）
- 横浜総合卸センター
- 在日米軍上瀬谷通信施設
- 相鉄本線瀬谷駅
- 東急田園都市線南町田グランベリーパーク駅
- 小田急江ノ島線鶴間駅

## 隣
保土ヶ谷バイパス
下川井IC - 上川井IC - （横浜町田立体） - 横浜町田IC
横浜町田立体（保土ヶ谷バイパス高架部）を経由しての上川井IC - 横浜町田IC相互間利用は不可（大和バイパス地平部の利用となる）。